# Saleby kyrka
Saleby kyrka är en kyrkobyggnad som tillhör Sävare församling (tidigare Saleby församling) i Skara stift. Den ligger i kyrbyn Saleby i Lidköpings kommun.

## Kyrkobyggnaden
Kyrkan, som är byggd 1894, har en grekisk korsplan. Den föregicks av en romansk stenkyrka som stod på samma plats och vars stenar nu ingår i dagens kyrka. Tornet tros ha varit den äldsta delen av denna första stenkyrka från vilken bland annat tre liljestenar, en dopfuntscuppa och delar av en tidigmedeltida gravkista finns bevarade. Saleby har även Sveriges äldsta daterade kyrkklocka, daterad till år 1228.

## Den gamla lillklockan i Saleby

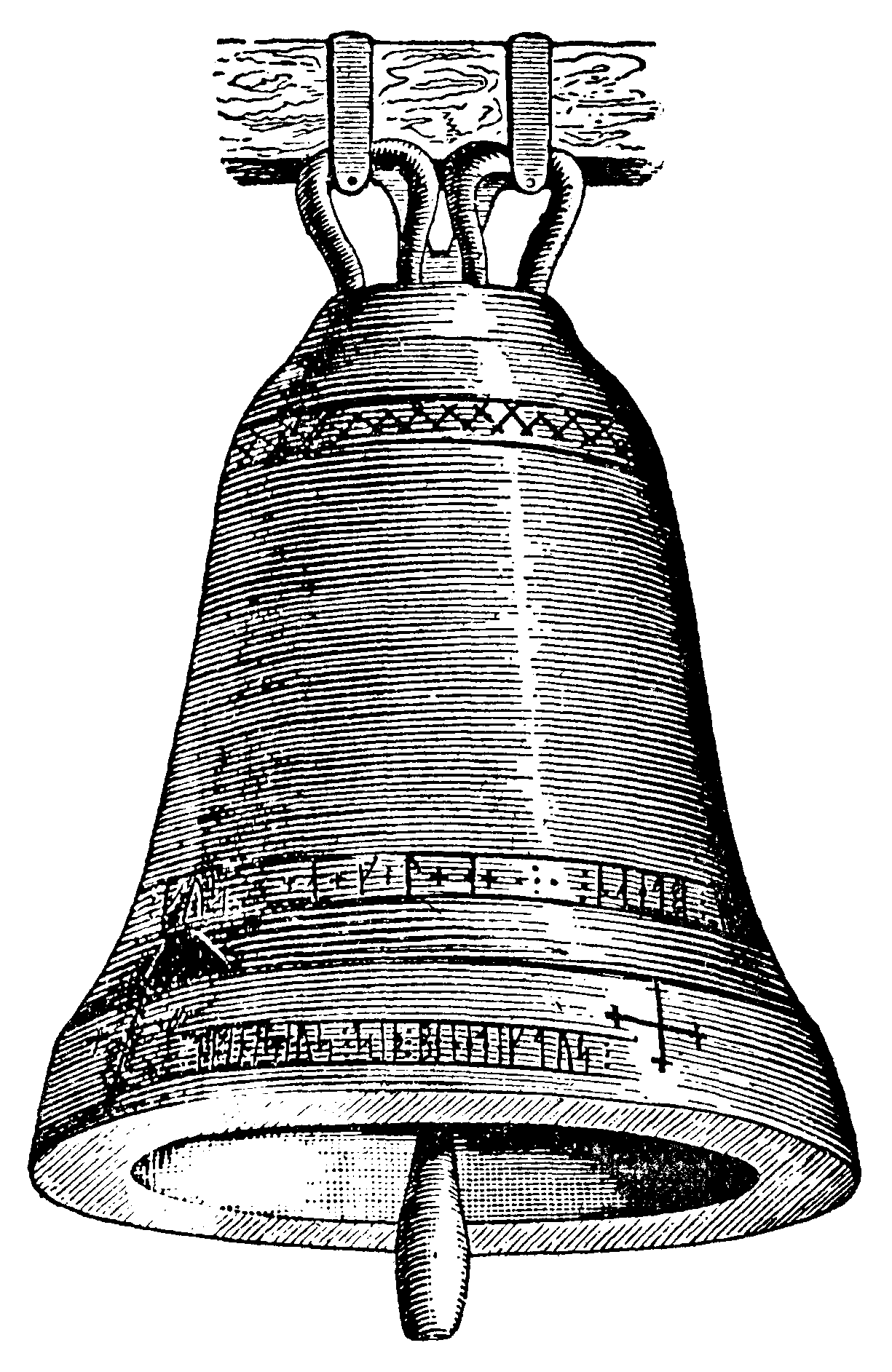
Kyrkklockan med runinskrift från 1228.

I början av svensk medeltid och vikingatid göts klockorna av munkar vid klostren. På 1200-talet blev det ett vanligt civilt hantverksyrke. Då började också tillverkningsåret och inskrifter på latin (i Sverige även med runor) gjutas in i klockan på dess mantelyta (nere i Centraleuropa redan på 1100-talet). Den äldsta bevarade svenska klocka som har tillverkningsåret ingjutet är den gamla lillklockan i Saleby kyrka. Den göts under kung Erik den läspe och haltes regeringstid och invigningen av klockan förrättades av biskop Bengt i Skara. Den är försedd med en runinskrift som i översättning lyder:
| ” | Då jag var gjord, då var ett tusen tvåhundra tjugo vintrar och åtta från Guds födelse. Hell Maria, full av nåd. Dionysius vare välsignad. | „ |

Jungfru Maria och Sankt Dionysius verkar alltså ha varit de helgon kyrkan har helgats åt (”Sankt Dionysius kyrka”).

## Bilder

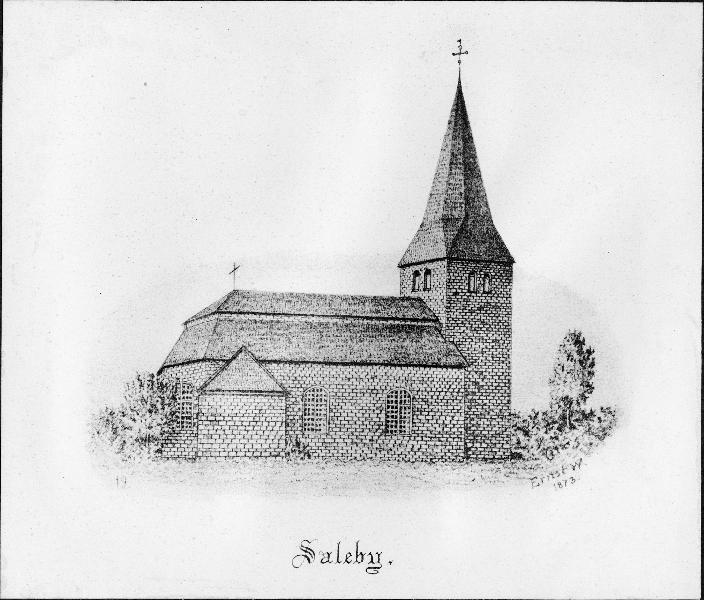
Den äldre kyrkan på en teckning från 1873.
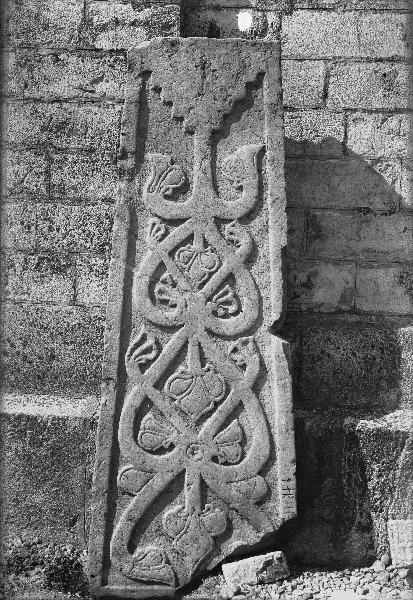
Gravsten, liljesten, med runinskription.
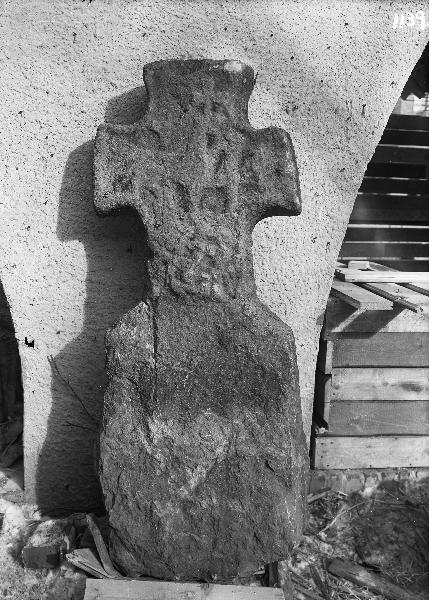
Gavelsten till romansk gravkista från 1100-talet.
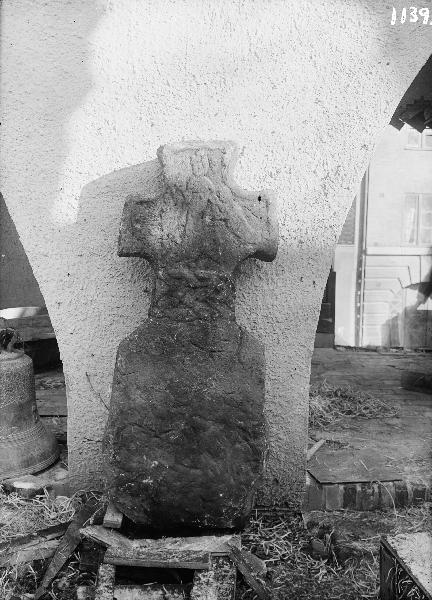
Andra sidan av samma gavelsten.